# 奧克朗鎮區 (明尼蘇達州克羅溫縣)
奧克朗鎮區（英語：Oak Lawn Township）是位於美國明尼蘇達州克羅溫縣的一個行政鎮區。

## 地方資料
奧克朗鎮區的面積為94.96平方千米，當中陸地面積為85.09平方千米，而水域面積為5.87平方千米。根據2020年美國人口普查的數據，當地共有人口1764人，而人口密度為每平方千米18.58人。